# Chiesa di Maria Santissima della Catena (Cefalù)
La chiesa di Maria Santissima della Catena, altrimenti nota come chiesa dell'Addoloratella, è un edificio religioso di Cefalù.

## Descrizione
La chiesa sorge in piazza Garibaldi, dove venne fucilato il patriota Salvatore Spinuzza, nei pressi della Porta Reale (demolita nel 1787). A causa della sua posizione presso l'ingresso principale della città, i vescovi di Cefalù vi indossano i paramenti sacri prima del corteo del loro solenne ingresso nella diocesi.
La chiesa venne compiuta nel 1780 ad opera della famiglia Legambi, a cui si sostituì in seguito nel patrocinio la famiglia D'Anna. Nel 1790 Pietro Legambi vi fondò il "collegino dell'Addolorata", che doveva proseguire l'opera della "comunità della Santa Vergine Addolorata", fondata prima del 1642 presso la chiesa di Santa Maria di Gesù al Borgo. Nel 1902 vi venne istituito un altare con una statua dedicato a santa Maria della Catena, in ricordo di un miracolo avvenuto a Palermo alla fine del XIV secolo
La facciata in tufo giallo presenta una loggia di ingresso con ampio arco a tutto sesto sorretto da coppie di pilastri con capitelli ionici, ai cui lati sono nicchie con statue. Al di sopra della loggia un'altra nicchia fiancheggiata da due finestre ospita una statua della Madonna. Il portale di accesso, all'interno della loggia, è sopraelevato di alcuni gradini.
Sul campanile, che ingloba nella base resti delle mura megalitiche, furono collocati nel 1881 due orologi, per i quali fu necessario rialzare di un piano la torretta terminale e per la cui suoneria si riutilizzarono due delle tre campane del convento di Santa Caterina.
L'interno è ad una sola navata, illuminata dalle finestre della facciata e del fianco meridionale.
Nel 2008 è stata sottoposta ad un'operazione di restauro.